# Kleszcze Polski
W Polsce stale występuje 19 gatunków kleszczy (Ixodida). Część gatunków jest zawlekana okresowo, między innymi przez migrujące ptaki:

## Kleszcze (Ixodida)

### Obrzeżki (Argasina)
Rodzina: obrzeżkowate – Argasidae
- Argas polonicus Siud, Hoogstraal, Clifford et Wassef, 1979 – obrzeżek polski
- Argas reflexus (Fabricius, 1794) – obrzeżek gołębień
- Carios vespertilionis Latreille, 1802 – obrzeżek nietoperzowy

### Kleszcze właściwe (Ixodina)
Rodzina: Amblyommidae
- Aponomma sphenodonti Dumbleton, 1943
- Haemaphysalis concinna Koch, 1844
- Haemaphysalis punctata Canestrini & Fanzago, 1878
- Hyalomma aegyptium (Linnaeus, 1758)
- Hyalomma marginatum Koch, 1844 – kleszcz wędrowny
- Rhipicephalus rossicus Yakimov & Kol-Yakimova, 1911
- Rhipicephalus sanguineus (Latreille, 1806)
- Dermacentor marginatus (Sulzer, 1776)
- Dermacentor reticulatus (Fabricius, 1794) – kleszcz łąkowy[3]

Rodzina: kleszczowate – Ixodidae
- Eschatocephalus simplex (Neumann, 1906)
- Eschatocephalus vespertilionis (Koch, 1844)
- Pholeoixodes arboricola (Schulze & Schlottke, 1930) – kleszcz sikorczy[3]
- Pholeoixodes crenulatus (Koch, 1844)
- Pholeoixodes hexagonus (Leach, 1815) – kleszcz jeżowy[3]
- Pholeoixodes lividus (Koch, 1844) – kleszcz jaskółczy[3]
- Pholeoixodes rugicollis (Schulze & Schlottke, 1930)
- Scaphixodes caledonicus (Nuttall, 1910)
- Scaphixodes frontalis (Panzer, 1798)
- Ixodes apronophorus Schulze, 1924 – kleszcz moczarowy[3]
- Ixodes festai Rondelli, 1926
- Ixodes persulcatus Schulze, 1930
- Ixodes ricinus (Linnaeus, 1758) – kleszcz pospolity[3]
- Ixodes trianguliceps Birula, 1895 – kleszcz gryzoni[3]